# Trästad
En trästad är en stad vars centrala bebyggelse till betydande del består av trähus. 
Husen är ofta från tiden före sekelskiftet 1800 och ofta i endast en eller två våningar. Situationen i de gamla trähuskvarteren i många städer var under lång tid svår, då både planlösning, tätning och hygienmöjligheter var undermåliga. Denna bebyggelse har med tiden blivit allt mindre vanlig, främst efter 1960-talets stadssanering, då man främst inom socialdemokratin ville rensa bort det gamla Lort-Sverige som man ansåg att de gamla trästäderna representerade. Detta gör att många av Sveriges äldsta städer idag främst har en bebyggelse av 1960- och 70-talshus och få av dessa har fått behålla sitt gamla utseende. 
Idag ses många av de äldre trästäderna som pittoreska inslag i den svenska stadsmiljön och har blivit populära turistmål, framförallt på grund av den romantiserade bilden av Sverige före efterkrigstiden. Exempel på städer som fortfarande har stor del gammal träbebyggelse är städerna Eksjö, Nora och Hjo. Dessa städer har gått ihop under parollen "trästäderna" i syfte att bevara den delen av svensk kultur som trästäderna utgör. Trästädernas ålderdomliga bebyggelse har gjort dem populära vid inspelning av film- och Tv-produktioner där äldre miljöer efterfrågas, exempelvis filmatiseringarna av Astrid Lindgrens många böcker.
Under 2000-talet kom termen att användas även för städer som ville torgföra sig som städer eller kommuner som satsar mycket på nytt byggande i trä, exempelvis Skellefteå och Växjö. Då handlar det företrädesvis om modernt, industriellt träbyggande, exempelvis i projektet Trästad 2012, som samlade ett knappt 20-tal svenska kommuner.